# 天主教丹佛總教區
天主教丹佛總教區（拉丁語：Archidioecesis Denveriensis）是美國一個羅馬天主教教省總教區，也是該國三十二個總教區之一。
總教區管轄科羅拉多州中部共九個縣，並轄三個教區，面積40,154平方英里。總教區於2010年時有教友541,410人（佔轄區總人口16.4%）、119個堂區和306名司鐸。現任總主教為舍慕耳·J·阿奎拉，輔理主教為喬治·羅德里格斯。
科羅拉多暨猶他宗座代牧區於1867年2月5日成立，1870年易名為科羅拉多宗座代牧區，1887年8月16日升為丹佛教區，1941年11月15日升為總教區。